# Flughafen Belo Horizonte–Confins

i7
i11
i13
Der Flughafen Belo Horizonte-Confins/Tancredo Neves (früher Flughafen Confins, IATA-Code: CNF, ICAO-Code: SBCF) ist der Haupt-Flughafen für die Stadt und den Großraum von Belo Horizonte in Brasilien. Er liegt im benachbarten Ort Confins. Seit dem zweiten September 1986 trägt der Flughafen den Namen des 1985 als brasilianischen Präsidenten gewählten Tancredo de Almeida Neves (1910–1985).
Im Jahr 2012 war der Flughafen nach Passagieren der fünftgrößte und nach Flugbewegungen der achtgrößte Brasiliens. Damit war er einer der verkehrsreichsten Flughäfen des Landes. Betreiber ist BH Airport.

## Verkehrsanbindung
Der Flughafen liegt 38 km nördlich von der Innenstadt von Belo Horizonte. Es gibt regelmäßige Verbindungen mit Bussen, Taxis und „Executive Airport Shuttle“ Bussen. Es ist möglich, vom Bus in die U-Bahn von Belo Horizonte umzusteigen.
Fahrkarten sind an Schaltern im Ankunftsbereich erhältlich.

## Geschichte
Der Flughafen wurde von Infraero gebaut und 1984 eröffnet. Er sollte die Überlastung des Flughafens Pampulha reduzieren, der damals mit 120 % seiner Kapazität von 1,3 Millionen Passagieren pro Jahr arbeitete. Damals wurde erwartet, dass das Passagieraufkommen schon 1990 zwei Millionen pro Jahr erreichen würde. Tatsächlich wurde erst 22 Jahre später die Schwelle von einer Million erreicht. 2011 lag die maximale Passagierkapazität bei fünf Millionen pro Jahr.
Nach seiner Eröffnung wurde nur ein kleiner Teil von Confins genutzt. Das lag unter anderem an der Entfernung zum Stadtzentrum von Belo Horizonte und – bis vor Kurzem – am Fehlen von brauchbaren Alternativen zu den teuren (40 US-Dollar) Taxis. Der überlastete Flughafen Pampulha blieb der Flughafen der Wahl.
Um diese Situation zu ändern, entschied die Regierung des Bundesstaates Minas Gerais im März 2005 mit Unterstützung der Bundesbehörden, die Flüge in Pampulha auf Flugzeuge mit einer Kapazität unter 50 Passagiere zu beschränken. In den folgenden Monaten mussten die meisten Flugbewegungen nach Confins wechseln, was dem Flughafen zu neuer Dynamik verhalf. Damals wurden 130 Flüge von Pampulha nach Confins verlegt, was in diesem Jahr zu einer Steigerung des jährlichen Passagieraufkommens von 350.000 auf 3.000.000 führte.
Das Problem der großen Entfernung von Confins zum Stadtzentrum von Belo Horizonte wurde durch jüngste Projekte wie den Ausbau der Fernstraße MG-10 reduziert, das Teil eines umfassenderen Projekts „Linha Verde“ ist. Die Straße verbindet das Stadtzentrum mit dem Flughafen und soll helfen, die Fahrzeit zum Flughafen zu reduzieren.
Ein weiteres Projekt namens „Industrieflughafen“ ist im Gange. Dabei will die Regierung Industriebetrieben Steuern erlassen, die sich in der Nähe des Flughafens ansiedeln.
Der Frachtbereich hat eine Kapazität von 18.000 Tonnen und eine Lagerfläche von 6.400 m².
Die Fluggesellschaft Gol betreibt auf dem Flughafen ihre Haupt-Wartungsbasis für Flugzeuge.
Am 26. April 2011 wurde bekannt gegeben, dass zur Beschleunigung der erforderlichen Umbau- und Erweiterungsarbeiten für einige Infraero-Flughäfen Konzessionen an private Betreiber vergeben werden sollen, darunter – in einer zweiten Phase – auch Confins. Der Plan wurde am 31. Mai 2011 bestätigt, dabei wurde ergänzt, dass Infraero von jedem privatisierten Flughafen 49 % der Anteile behalten würde und dass der Abschluss der Verhandlungen in der zweiten Hälfte 2012 erwartet werde.
Am 22. November 2013 schrieb die brasilianische Regierung die Konzession zum Betrieb des Flughafens von 2014 bis 2044 an private Betreiber aus. Eine Gruppe aus CCR (75 %), und den Betreibern des Zürcher (24 %) und des Münchener (1 %) Flughafens erhielt den Zuschlag.
In den Jahren 2015 und 2016 wurde der Flughafen um das neue Terminal 2 erweitert. Terminal 2 ist dabei baulich mit dem Terminal 1 integriert. Das neue Terminal 2 löst damit auch die Zwischenlösung des Terminals 3 ab, das von 2015 an für internationale Flüge verwendet wurde. Die maximale Passagierkapazität hat sich durch die Erweiterung auf 22 Millionen Passagiere pro Jahr erhöht.

## Verkehrszahlen
| Jahr | Fluggastaufkommen | Fluggastaufkommen | Fluggastaufkommen | Luftfracht (Tonnen) (mit Luftpost) | Flugbewegungen (mit Militär) |
| Jahr | National          | International     | Gesamt            | Luftfracht (Tonnen) (mit Luftpost) | Flugbewegungen (mit Militär) |
| ---- | ----------------- | ----------------- | ----------------- | ---------------------------------- | ---------------------------- |
| 2018 | 10.005.424        | 585.714           | 10.591.138        | 40.463                             | 100.988                      |
| 2017 | 9.721.923         | 442.154           | 10.164.077        | 26.369                             | 99.659                       |
| 2016 | 9.322.683         | 316.115           | 9.638.798         | 27.455                             | 99.422                       |
| 2015 | 10.911.936        | 392.348           | 11.304.284        | 28.086                             | 113.527                      |
| 2014 | 10.403.614        | 432.542           | 10.836.156        | -                                  | 107.232                      |
| 2013 | 9.920.571         | 380.717           | 10.301.288        | 16.942                             | 109.257                      |
| 2012 | 9.952.684         | 445.612           | 10.398.296        | 15.844                             | 120.149                      |
| 2011 | 9.112.585         | 422.402           | 9.534.987         | 16.009                             | 108.130                      |
| 2010 | -                 | -                 | 7.261.064         | 13.404                             | 84.851                       |
| 2009 | -                 | -                 | 5.617.171         | 16.826                             | 70.122                       |
| 2008 | -                 | -                 | 4.826.193         | 21.608                             | 59.541                       |
| 2007 | -                 | -                 | 4.316.411         | 19.758                             | 51.226                       |
| 2006 | -                 | -                 | 3.727.501         | 17.066                             | 45.437                       |

## Zwischenfälle
- Am 15. September 2001 musste die Fokker 100 mit dem Kennzeichen PT-MRN der TAM auf dem Flug 9755 von Recife nach Campinas-Viracopos in Belo Horizonte-Confins notlanden. Nach einer Triebwerksstörung auf dem Weg nach Campinas hatten umherfliegende Triebwerksteile drei Kabinenfenster zertrümmert. Dabei war ein Passagier teilweise aus der Kabine gesaugt worden. Obwohl er von einem anderen Passagier bis zur Landung festgehalten wurde, überlebte er nicht.[19][20]

- Am 17. Dezember 2001 verfehlte eine Boeing 737-500 der Rio-Sul mit dem Kennzeichen PT-SSL die Landebahn um ungefähr 70 Meter. Bei der Bruchlandung unter schlechten Wetterbedingungen wurde das Fahrwerk beschädigt. Alle 108 Passagiere und die Besatzung überlebten. Das Flugzeug wurde an die Tatarstan Airlines verkauft und verunglückte am 17. November 2013 auf dem Flughafen Kasan. Dabei starben alle 50 an Bord befindlichen Menschen.[21]